# Zigongosaurus
 Zigongosaurus  ist eine wenig bekannte Gattung sauropoder Dinosaurier aus dem Mitteljura Chinas. Die Gültigkeit dieser Gattung ist umstritten – so gehen viele Forscher davon aus, dass die einzige Art, Zigongosaurus fuxiensis, tatsächlich entweder Mamenchisaurus oder Omeisaurus unterstellt werden muss.

## Forschungsgeschichte und Beschreibung
Die einzigen bekannten Fossilien wurden 1974 von Mitarbeitern des Chungking-Naturkundemuseum aus der Wujaiba-Dam-Fundstelle in Zigong in der chinesischen Provinz Sichuan geborgen. Die Fundstelle schließt Gesteine der Unteren Shaximiao-Formation auf, die auf das Bathonium bis Callovium datiert werden können. Unter den Funden sind Schädelknochen und Knochen des Restskeletts, die zu mehreren verschiedenen Individuen gehörten. Unter Zeitdruck konnten nur die wichtigsten Fossilien zur Präparation und anschließenden Beschreibung ausgewählt werden – 1976 wurden diese Fossilien von den Paläontologen Hou, Zhao und Chao in einer kurzen Beschreibung in chinesischer Sprache als eine neue Art und Gattung, Zigongosaurus fuxiensis, wissenschaftlich beschrieben. Laut diesen Forschern ähneln die Fossilien jenen des Omeisaurus, unterscheiden sich von diesen jedoch durch die vorderen Schwanzwirbel, deren Wirbelkörper procoel (auf der Vorderseite konkav und auf der Hinterseite konvex) und deren Dornfortsätze weniger stark ausgeprägt waren.
Dong (1983) stellte den Großteil der Fossilien zu der Art Omeisaurus junghsiensis. Einige Schädelreste (Kieferknochen und Basioccipitale) sowie einen Halswirbel (Axis) schrieb er jedoch einer neuen Art zu –  Omeisaurus fuxiensis. Einen einzelnen Oberkiefer jedoch konnte Dong als einziges Fossil des ursprünglich als Zigongosaurus beschriebenen Materials nicht Omeisaurus zuordnen, sondern führte ihn weiterhin als Zigongosaurus fuxiensis. Somit waren laut Dong drei Sauropoden in der Wujaiba-Dam-Fundstelle vorhanden: Omeisaurus junghsiensis, Omeisaurus fuxiensis und Zigongosaurus fuxiensis. McIntosh (1990) hält Zigongosaurus fuxiensis für identisch mit Omeisaurus junghsiensis – damit wäre Zigongosaurus ein jüngeres Synonym von Omeisaurus.
Zhang und Chen (1996) untersuchten die Fossilien erneut und kamen zu einem gegenläufigen Ergebnis. Wie diese Forscher bemerken, weisen die hinteren Halswirbel und die vorderen Rückenwirbel leicht gegabelte Dornfortsätze auf – dieses Merkmal ist, obwohl schwächer ausgeprägt, typisch für Mamenchisaurus, fehlt jedoch bei Omeisaurus. Folglich schreiben diese Forscher das Sauropodenmaterial der Fundstelle der Gattung Mamenchisaurus zu – als Mamenchisaurus fuxiensis. Laut diesen Forschern war M. fuxiensis ein mittelgroßer bis großer Sauropode, der sich im Vergleich mit anderen Mamenchisaurus-Arten durch einen relativ hohen Schädel mit einer schwach entwickelten Schnauze auszeichnete. Die spatelförmigen Zähne waren mittelgroß, im Prämaxillare saßen auf jeder Seite 4 Zähne, im Oberkiefer jeweils 12–14 und im Unterkiefer 15–17.
Eine andere Studie von Martin-Rolland (1999) hält Zigongosaurus hingegen für eine gültige Gattung. So würden sich die Fossilien deutlich von Mamenchisaurus unterscheiden, unter anderen in der schwächer ausgeprägten Gabelung der Wirbel. Eine jüngere Studie von Upchurch und Kollegen (2004) folgt allerdings der Interpretation von Zhang und Chen und führt Zigongosaurus fuxiensis innerhalb der Gattung Mamenchisaurus.